# Bro Culture
Bro Culture bezeichnet eine spezifische Subkultur, die typischerweise mit Gruppen von jungen Erwachsenenen (ursprünglich Männer, daher „brother culture“) in Verbindung gebracht wird und stark von traditionellen Männlichkeitsidealen und Gruppendynamiken geprägt ist. Sie tritt häufig in sozialen, akademischen und beruflichen Kontexten auf und ist besonders in bestimmten Branchen wie der Tech-Industrie oder in Studentenverbindungen an US-Universitäten verbreitet. Der Begriff wird meist kritisch verwendet, um Verhaltensmuster und eine Kultur des Machismo zu beschreiben, die durch Exklusivität, Sexismus, Saufgelage, toxische Maskulinität und Rape Culture geprägt sind.

## Etymologie und Geschichte
Bro war ursprünglich eine abgekürzte Form des Wortes Bruder (brother), begann aber im 20. Jahrhundert eine nicht-familiäre Bedeutung anzunehmen. Im Zuge dieser Entwicklung wurde das Wort zunächst für einen anderen Mann verwendet, z. B. für einen „Kerl“ oder „Kumpel“. In dieser Hinsicht ähnelte es semantisch der Verwendung von „Bruder“. In den 1970er Jahren bezog sich bro auf einen männlichen Freund und nicht mehr nur auf einen anderen Mann.
Im Umfeld der Bro Culture existieren viele Neologismen, die das Wort enthalten. Der Wortteil bro wird als Modifikator für zusammengesetzte Kofferwörter wie z. B. „bromance“ oder „techbro“ verwendet. Das Oxford Dictionary vergleicht diesen Trend mit den Präfixen für Männer (z. B. Man Cave, Mansplaining, Manscaping), stellte jedoch fest, dass sich die Untergruppe der Bro-Kofferwörter auf einen kleineren Teil der Männlichkeit bezieht, merkte aber an, dass viele der Begriffe Kunstworte mit wenig Hoffnung auf eine weite Verbreitung seien. Trotzdem wurde der Begriff „bromance“, dessen erste Verwendung im Computerspiel Transworld Surf aus dem Jahr 2001 verzeichnet wurde, in das Oxford English Dictionary aufgenommen.

## Merkmale
Die Oxford Dictionaries identifizierten auch Neil Patrick Harris’ Figur Barney Stinson in der Sitcom How I Met Your Mother als „die Quintessenz einer bestimmten Variante des zeitgenössischen Bro“ an und stellte fest, dass er das Wort großzügig verwendet.
Nach Joseph R. Jones suggeriert Bro Culture Männern, sie seien keine echten Männer, wenn sie Frauen respektierten; hegemoniale Männlichkeit (basierend auf Bier, Sport und Frauenbekanntschaften) seien der einzige Weg, um männlich zu sein.

### Gruppendynamik und Exklusivität
Bro Culture basiert auf engen sozialen Bindungen innerhalb einer homogenen Gruppe, die von informellen Regeln und Ritualen geprägt ist. Personen außerhalb der Gruppe werden oft ausgeschlossen oder marginalisiert. Dies führt zu einer starken „Wir-gegen-sie“-Mentalität.

### Toxische Maskulinität
Ein zentraler Bestandteil der Bro Culture ist die Betonung von Macht, Dominanz und Wettbewerb. Emotionale Offenheit wird als Schwäche angesehen, während aggressives und konfrontatives Verhalten gefördert wird. Frauen werden häufig objektifiziert und auf stereotype Rollen reduziert.

### Humor und Sprache
Der Humor in der Bro Culture ist oft derb, respektlos und richtet sich gegen vermeintlich Schwächere oder marginalisierte Gruppen. Dieser Umgangston verstärkt die Dynamik der Gruppe und schließt außenstehende Personen aus.

### Einfluss auf die Arbeitswelt
In professionellen Umfeldern kann Bro Culture durch informelle Netzwerke und Cliquenbildung dazu führen, dass Vielfalt und Inklusion behindert werden. Frauen, LGBT-Personen und ethnische Minderheiten erleben oft Diskriminierung oder Barrieren beim Aufstieg innerhalb von Unternehmen.

## Kritik und Darstellung in den Medien
Seit 2013 wurde der Begriff von Feministinnen und den Medien übernommen, um eine frauenfeindliche Kultur innerhalb einer Organisation oder Gemeinschaft zu bezeichnen. In einem Artikel im New York Magazine vom September 2013 schrieb Ann Friedman:

„Bro once meant something specific: a self-absorbed young white guy in board shorts with a taste for cheap beer. But it’s become a shorthand for the sort of privileged ignorance that thrives in groups dominated by wealthy, white, straight men.“

„Bro bedeutete einmal etwas Bestimmtes: ein selbstverliebter junger weißer Typ in Boardshorts mit einer Vorliebe für billiges Bier. Aber es ist zu einem Kürzel für die Art von privilegierter Ignoranz geworden, die in Gruppen gedeiht, die von wohlhabenden, weißen, heterosexuellen Männern dominiert werden.“